# Wohnhaus Hohenbuckoer Straße 4 (Proßmarke)
Das Wohnhaus in der Hohenbuckoer Straße 4 ist ein unter Denkmalschutz befindliches Gebäudeensemble im Ortsteil Proßmarke in der Gemeinde Hohenbucko in der Rochauer Heide im südbrandenburgischen Landkreis Elbe-Elster. Sie ist als ortsbildprägendes Baudenkmal im örtlichen Denkmalverzeichnis unter der Erfassungsnummer 09135734 verzeichnet.

## Baubeschreibung und Geschichte
Das Wohnhaus eines Vierseitenhofes, welches das Straßenbild in diesem Ortsbereich prägt, wurde von 1934 bis 1935 durch den Zimmermann Max Esser erbaut. Bei dem Gebäude handelt es sich um ein traufständiges, zweigeschossiges Haus, das mit einem Satteldach versehen wurde. Die straßenseitige Fassade des Bauwerks prägt ein von einem Zwerchgiebel bekrönter Risalit. An dieser Stelle ist gleichzeitig die Toreinfahrt zum Hof zu finden.
Das sogenannte Auszugshaus befindet sich in der linken Hälfte des Gebäudes. Auf der rechten Seite findet man die einstige Jungbauernwohnung. Im Dachgeschoss befinden sich die ehemaligen Gesindekammern.
Weitere Sehenswürdigkeit des Ortes sind unter anderem die örtliche Dorfkirche, die Hohenbuckoer Dorfkirche mit dem Pfarrhaus und als weitere Baudenkmäler in Hohenbucko die Lochmühle, ein ehemaliges Großbauerngehöft in der Dorfstraße 44  und eine Postmeilensäule sowie die Oberförsterei.